# Vetenskapsåret 1737

## Händelser
- 10 juni - Den franska gradmätningsexpeditionen i Tornedalen återvänder söderut. Resultaten leder till, att man kan bevisa att jorden är tillplattad vid polerna.
- Carl von Linnés verk Flora lapponica, resultatet av hans resa till Lappland, publiceras.
- Den nederländske botanikern Johannes Burman publicerar ett illustrerat verk av växter från Ceylon, Thesaurus zeylanicus.

## Pristagare
- Copleymedaljen: John Belchier

## Födda
- 24 juli - Alexander Dalrymple (död 1808), skotsk upptäcktsresande.
- 9 september - Luigi Galvani (död 1798), italiensk fysiker, naturforskare och läkare.
- 30 september - Morten Thrane Brünnich (död 1827), dansk mineralog och zoolog.

## Avlidna
- 1 januari - Pier Antonio Micheli (född 1679), italiensk mykolog.